# Nome fictício
Um nome fictício, também chamado de nom de plume ou sósia literária, é um pseudônimo (ou, em alguns casos, uma forma variante de um nome real) adotado por um autor e impresso na página de rosto ou na linha de título de suas obras no lugar de seu nome real.
Um nome fictício pode ser usado para tornar o nome do autor mais distinto, para disfarçar o gênero do autor, para distanciar o autor de suas outras obras, para proteger o autor de represálias por seus escritos, para mesclar várias pessoas em um único autor identificável ou por uma série de motivos relacionados ao marketing ou à apresentação estética da obra.
A identidade real do autor pode ser conhecida apenas pela editora ou pode se tornar de conhecimento geral.

## Etimologia
A frase em francês nom de plume ainda é vista ocasionalmente como sinônimo do termo em inglês "pen name", embora esse uso não seja realmente francês; pelo menos de acordo com H. W. Fowler e F. G. Fowler em The King's English, trata-se de uma "retrotradução" do inglês, sendo que o equivalente francês "adequado" é nom de guerre (um termo mais generalizado para "pseudônimo"). Como guerre significa literalmente "guerra" em francês, nom de guerre confundiu alguns falantes de inglês, que "corrigiram" a metáfora francesa.

## Literatura ocidental

### Europa e Estados Unidos
Um autor pode usar um nome fictício se for provável que seu nome real seja confundido com o de outro autor ou outra pessoa importante. Por exemplo, em 1899, o político britânico Winston Churchill escreveu sob o nome Winston S. Churchill para distinguir seus escritos dos do romancista americano de mesmo nome.
Um autor pode usar um nome fictício que implique uma posição ou título que ele nunca teve. William Earl Johns escreveu sob o nome de "Capt. W. E. Johns", embora sua patente mais alta no exército tenha sido a de tenente interino e sua patente mais alta na força aérea tenha sido a de oficial aviador.
Os autores que escrevem regularmente em mais de um gênero podem usar nomes fictícios diferentes para cada um deles, sem tentar esconder a verdadeira identidade ou mesmo depois que sua identidade é conhecida. A escritora de romances Nora Roberts escreve thrillers eróticos com o nome fictício de J. D. Robb (esses livros foram originalmente listados como sendo de "J. D. Robb" e agora são intitulados "Nora Roberts escrevendo como J. D. Robb"); o escritor escocês Iain Banks escreveu ficção literária com seu próprio nome e ficção científica com Iain M. Banks; Samuel Langhorne Clemens usou os pseudônimos Mark Twain e Sieur Louis de Conte para diferentes obras. Da mesma forma, um autor que escreve ficção e não ficção (como o matemático e escritor de fantasia Charles Dodgson, que escreveu como Lewis Carroll) pode usar um pseudônimo para escrever ficção. O autor de ficção científica Harry Turtledove usou o nome H. N. Turtletaub para vários romances históricos que escreveu porque ele e sua editora acharam que as vendas presumivelmente menores desses romances poderiam prejudicar os pedidos das livrarias para os romances que ele escreve com seu próprio nome.
Ocasionalmente, um nome fictício é empregado para evitar exposição excessiva. Autores prolíficos de revistas pulp geralmente tinham dois e, às vezes, três contos publicados em uma única edição de uma revista; o editor criava vários nomes de autores fictícios para ocultar esse fato dos leitores. Robert A. Heinlein escreveu histórias sob os pseudônimos de Anson MacDonald (uma combinação de seu nome do meio e o nome de solteira de sua esposa na época) e Caleb Strong para que mais de seus trabalhos pudessem ser publicados em uma única revista. Stephen King publicou quatro romances sob o nome de Richard Bachman porque as editoras não achavam que o público compraria mais de um romance por ano de um único autor. Por fim, depois que os críticos encontraram um grande número de semelhanças de estilo, as editoras revelaram a verdadeira identidade de Bachman.
Às vezes, um nome fictício é usado porque o autor acredita que seu nome não se adequa ao gênero em que está escrevendo. O romancista de faroeste Pearl Gray abandonou seu primeiro nome e mudou a grafia de seu sobrenome para se tornar Zane Grey porque acreditava que seu nome verdadeiro não se adequava ao gênero faroeste. A romancista Angela Knight escreve com esse nome em vez de seu nome verdadeiro (Julie Woodcock) por causa do duplo sentido de seu sobrenome no contexto desse gênero. Romain Gary, que era um conhecido escritor francês, decidiu em 1973 escrever romances em um estilo diferente sob o nome Émile Ajar e até pediu ao filho de seu primo que se passasse por Ajar; assim, ele recebeu duas vezes o prêmio literário francês de maior prestígio, o que é proibido pelas regras do prêmio. Ele revelou o caso em um livro que enviou ao seu editor pouco antes de cometer suicídio em 1980.
Alguns nomes fictícios foram usados por longos períodos, até mesmo décadas, sem que a verdadeira identidade do autor fosse descoberta, como Elena Ferrante e Torsten Krol.
Um nome fictício pode ser compartilhado por diferentes escritores para sugerir a continuidade da autoria. Assim, a série Bessie Bunter de histórias de colégio interno inglês, inicialmente escrita pelo prolífico Charles Hamilton sob o nome Hilda Richards, foi adotada por outros autores que continuaram a usar o mesmo nome fictício.
Em algumas formas de ficção, o nome fictício adotado é o nome do personagem principal, para sugerir ao leitor que o livro é uma autobiografia de uma pessoa real. Daniel Handler usou o pseudônimo Lemony Snicket para apresentar seus livros Desventuras em Série como memórias de um conhecido dos personagens principais. Alguns, entretanto, fazem isso para se adequar a um determinado tema. Um exemplo, Pseudonymous Bosch, usou seu nome fictício apenas para expandir o tema do segredo em The Secret Series.
Os autores também podem ocasionalmente escolher nomes fictícios para aparecer em posições mais favoráveis em livrarias ou bibliotecas, para maximizar a visibilidade quando colocados em prateleiras que são convencionalmente organizadas em ordem alfabética, movendo-se horizontalmente e depois verticalmente para cima.

### Autoras do sexo feminino
Algumas autoras usaram nomes fictícios para garantir que suas obras fossem aceitas pelas editoras e/ou pelo público. Esse é o caso de Clarinda, do Peru, cuja obra foi publicada no início do século XVII. Mais frequentemente, as mulheres adotaram nomes fictícios masculinos. Isso era comum no século XIX, quando as mulheres estavam começando a fazer incursões na literatura, mas achavam que não seriam levadas tão a sério pelos leitores quanto os autores masculinos. Por exemplo, Mary Ann Evans escreveu sob o nome fictício de George Eliot; e Amandine Aurore Lucile Dupin, Baronne Dudevant, usou o pseudônimo de George Sand. Charlotte, Emily e Anne Brontë publicaram sob os nomes Currer, Ellis e Acton Bell, respectivamente. A escritora e poeta francesa Amélie Gex optou por publicar como Dian de Jeânna ("John, filho de Jane") durante a primeira metade de sua carreira. O bem-sucedido A Fazenda Africana (1937), de Karen Blixen, foi originalmente publicado sob o nome fictício de Isak Dinesen. Victoria Benedictsson, uma autora sueca do século XIX, escreveu sob o nome de Ernst Ahlgren. A autora de ficção científica Alice B. Sheldon publicou por muitos anos sob o nome masculino de James Tiptree, Jr., cuja descoberta levou a uma profunda discussão sobre gênero no gênero.
Mais recentemente, as mulheres que escrevem em gêneros comumente escritos por homens às vezes optam por usar iniciais, como K. A. Applegate, C. J. Cherryh, P. N. Elrod, D. C. Fontana, S. E. Hinton, G. A. Riplinger, J. D. Robb e J. K. Rowling. Como alternativa, elas podem usar um nome fictício unissex, como Robin Hobb (o segundo nome fictício da romancista Margaret Astrid Lindholm Ogden).

### Nomes coletivos
Um nome coletivo, também conhecido como nome da casa, às vezes é usado com séries de ficção publicadas sob um nome fictício, embora mais de um autor possa ter contribuído para a série. Em alguns casos, os primeiros livros da série foram escritos por um escritor, mas os livros subsequentes foram escritos por escritores fantasmas. Por exemplo, muitos dos livros posteriores da série de aventura O Santo não foram escritos por Leslie Charteris, o criador da série. Da mesma forma, os livros de mistério Nancy Drew são publicados como se tivessem sido escritos por Carolyn Keene, os livros The Hardy Boys são publicados como obra de Franklin W. Dixon e a série The Bobbsey Twins é creditada a Laura Lee Hope, embora vários autores tenham participado de cada série. Erin Hunter, autora da série de romances Gatos Guerreiros, é na verdade um nome fictício coletivo usado pelas autoras Kate Cary, Cherith Baldry, Tui T. Sutherland e pela editora Victoria Holmes.
Os autores colaborativos também podem ter suas obras publicadas com um único nome fictício. Frederic Dannay e Manfred B. Lee publicaram seus romances e histórias de mistério sob o nome fictício de Ellery Queen, além de publicar o trabalho de escritores fantasmas sob o mesmo nome. Os escritores de Atlanta Nights, um livro deliberadamente ruim com o objetivo de envergonhar a editora PublishAmerica,  usaram o nome fictício Travis Tea. Além disso, o autor creditado de A Expansão, James S. A. Corey, é um amálgama dos nomes do meio dos escritores colaboradores Daniel Abraham e Ty Franck, respectivamente, enquanto S. A. são as iniciais da filha de Abraham. Às vezes, vários autores escrevem livros relacionados sob o mesmo pseudônimo; exemplos incluem T. H. Lain na ficção. Os colaboradores de ficção australianos que escrevem sob o pseudônimo Alice Campion são um grupo de mulheres que até agora escreveram The Painted Sky (2015), Der Bunte Himmel (2015) e The Shifting Light (2017).
Na década de 1780, os O Federalista foram escritos sob o pseudônimo "Publius" por Alexander Hamilton, James Madison e John Jay. Os três homens escolheram o nome "Publius" porque ele lembrava o fundador da República Romana e seu uso implicava uma intenção positiva.
Na matemática pura, Nicolas Bourbaki é o pseudônimo de um grupo de matemáticos, em sua maioria ligados à França, que tentava expor o campo em uma forma enciclopédica axiomática e independente.

### Ocultação de identidade
Um pseudônimo pode ser usado para proteger o escritor de livros de denúncia sobre espionagem ou crime. O ex-soldado da SAS Steven Billy Mitchell usou o pseudônimo Andy McNab em seu livro sobre uma missão fracassada da SAS, intitulado Bravo Two Zero. O nome Ibn Warraq ("filho de um fabricante de papel") foi usado por autores muçulmanos dissidentes. O autor Brian O'Nolan usou os nomes fictícios Flann O'Brien e Myles na gCopaleen para seus romances e textos jornalísticos entre as décadas de 1940 e 1960, porque os funcionários públicos irlandeses não tinham permissão para publicar escritos políticos naquela época. A identidade do enigmático romancista do século XX, B. Traven, nunca foi revelada de forma conclusiva, apesar de uma pesquisa minuciosa.
Um nome de uso múltiplo ou pseudônimo anônimo é um pseudônimo aberto para ser usado por qualquer pessoa e foi adotado por vários grupos, muitas vezes como um protesto contra o culto aos criadores individuais. Na Itália, dois grupos de escritores anônimos ganharam certa popularidade com os nomes coletivos de Luther Blissett e Wu Ming.

## Literatura oriental

### Hong Kong
O romancista de Wuxia, Louis Cha, usa o nome fictício Gum Yoong (金庸) ao separar os componentes do caractere chinês em seu nome de batismo (鏞) de seu nome de nascimento Cha Leung-yung (查良鏞).

### Índia
Nos idiomas indianos, os escritores podem colocar um nome fictício no final de seus nomes, como Ramdhari Singh Dinkar. Alguns escritores, como Firaq Gorakhpuri, escreveram apenas com um nome fictício.
No início da literatura indiana, os autores consideravam egoísta o uso de nomes. Como os nomes eram evitados, é difícil rastrear a autoria de muitas das primeiras obras literárias da Índia. Escritores posteriores adotaram a prática de usar o nome de sua divindade de adoração ou o nome do Guru como nome fictício. Nesse caso, geralmente o nome fictício era incluído no final da prosa ou da poesia.
Os compositores de música clássica indiana usavam nomes fictícios nas composições para afirmar a autoria, incluindo Sadarang, Gunarang (Fayyaz Ahmed Khan), Ada Rang (músico da corte de Muhammad Shah), Sabrang (Bade Ghulam Ali Khan) e Ramrang (Ramashreya Jha). Outras composições são atribuídas apócrificamente a compositores com seus nomes fictícios.

### Japão
Os poetas japoneses que escrevem haiku geralmente usam um haigō (俳号). O poeta de haicai Matsuo Bashō usou dois outros haigō antes de se afeiçoar a uma planta de banana (bashō) que lhe foi dada por um discípulo e começou a usá-la como seu nome fictício aos 36 anos de idade.
Semelhante a um nome fictício, os artistas japoneses geralmente têm um gō ou nome artístico, que pode mudar várias vezes durante sua carreira. Em alguns casos, os artistas adotaram diferentes gō em diferentes estágios de sua carreira, geralmente para marcar mudanças significativas em sua vida. Um dos exemplos mais extremos disso é Hokusai, que só no período de 1798 a 1806 usou nada menos que seis. O artista de mangá Ogure Ito usa o nome fictício Oh! Great porque seu nome verdadeiro, Ogure Ito, é mais ou menos como os japoneses pronunciam "oh great".

### Poesia persa e urdu
Um shâ'er (persa do árabe, para poeta; um poeta que escreve she'rs em urdu ou persa) quase sempre tem um "takhallus", um nome fictício, tradicionalmente colocado no final do nome (muitas vezes marcado por um sinal gráfico ـؔ colocado acima dele) quando se refere ao poeta por seu nome completo. Por exemplo, Hafez é um nome fictício para Shams al-Din e, portanto, a maneira usual de se referir a ele seria Shams al-Din Hafez ou apenas Hafez. Mirza Asadullah Baig Khan (seu nome oficial e título) é chamado de Mirza Asadullah Khan Ghalib, ou apenas Mirza Ghalib.